# إينوزيتول ثلاثي الفسفات
إينوزيتول ثلاثي الفسفات أو إينوزيتول 5,4,1 ثلاثي الفوسفات واختصارا (IP3) هو جزيء إينوزيتول فوسفاتي له دور في مسار نقل الإشارة. يتم تخليقه عبر حلمأة فوسفاتيديل إينوزيتول 5،4-ثنائي الفوسفات (PIP2) -وهو دهن فسفوري يتواجد في الغشاء الخلوي- بواسطة فوسفوليباز C‏ (PLC). يُستخدم الإينوزيتول ثلاثي الفسفات مع ثنائي الغليسيريد (DAG) كرسولين ثانويين في توصيل الإشارة في الخلايا البيولوجية. يبقى ثنائي الغليسريد داخل الغشاء، أما الإينوزيتول ثلاثي الفسفات فهو قابل للانحلال وينتشر عبر الخلية، أين يرتبط بمستقبله وهو قناة كالسيوم متواجدة على غشاء الشبكة الإندوبلازمية. حين يرتبط الإينوزيتول ثلاثي الفسفات بمستقبله، يُحرر الكالسيوم إلى العصارة الخلوية منشطا مختلف الإشارات داخل الخلوية المنظَّمَة بالكالسيوم.

## مسار التأشير

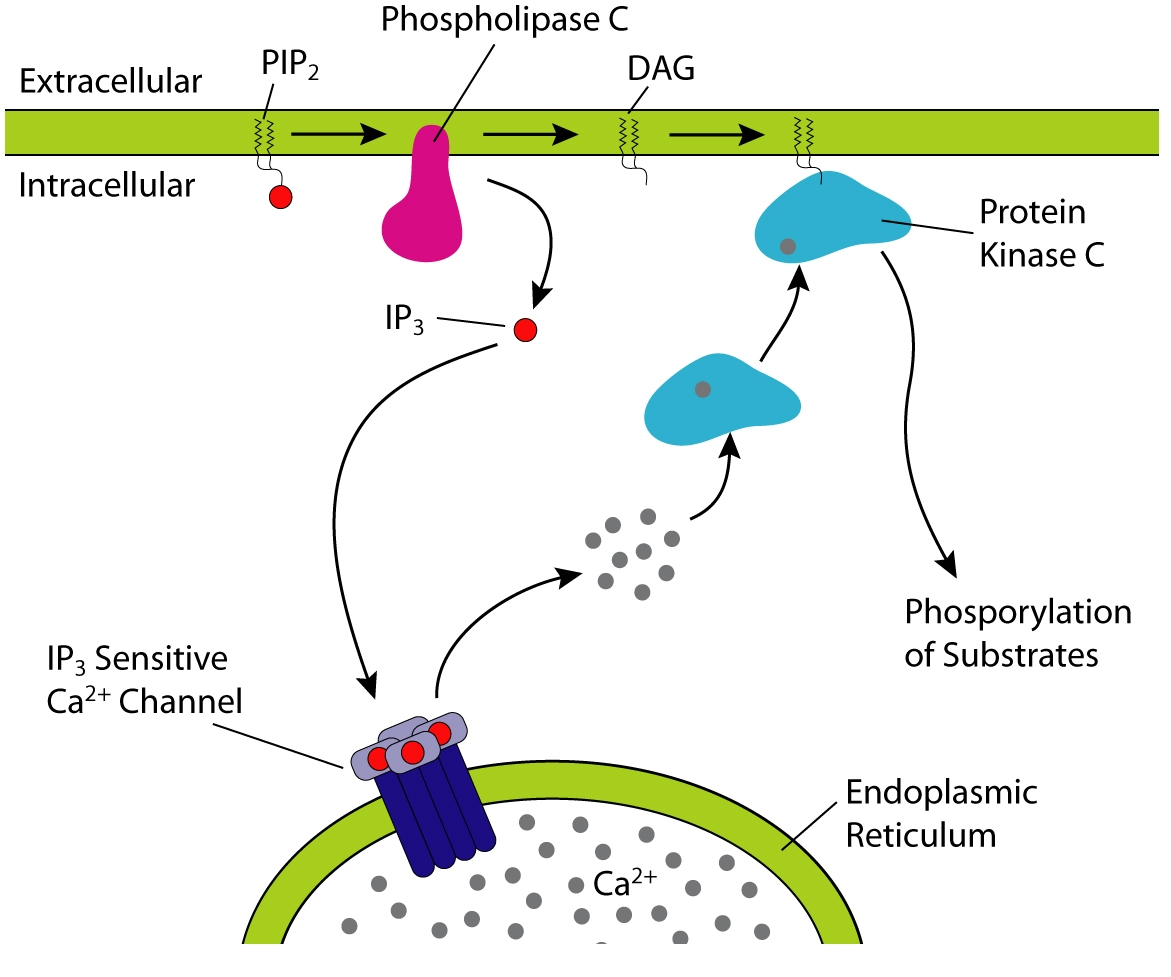
ينشط قص الفوسفوليباز C لـPIP_{2} إلى إينوزيتول ثلاثي الفسفات وثنائي الغليسريد تحرير الكالسيوم داخل الخلية وتنشيط كيناز البروتين C.

عادة ما تَنتج زيادات في تركيز Ca2+ داخل الخلية بسبب تنشيط IP3. حين ترتبط ربيطةٌ بالمستقبل المقترن بالبروتين ج (GPCR) الذي يكون مقترنا ببروتين ج ثلاثي متغاير له وحدة ألفا Gq، يمكن للوحدة الفرعية ألفا الخاصة به الارتباط بالنظير الإنزيمي للفوسفو ليباز سي وهو الفوسفوليباز سي-بيتا (PLC-β) وينتج عن ذلك قص الـPIP2 إلى إينوزيتول ثلاثي الفسفات (IP3) وثنائي الغليسريد (DAG).
عندما يكون لكيناز التيروسين المستقبل (RTK) دور في تنشيط المسار، النظير الإنزيمي فوسفوليباز سي-غاما (PLC-γ) يملك وحدات تيروسين يمكن فسفرتها عند تنشيط كيناز التيروسين المستقبل، وهذا ينشط PLC-γ ويسمح له بقص PIP2 إلى IP3. يظهر هذا في الخلايا القادرة على الاستجابة لعوامل النمو مثل الأنسولين، لأن عوامل النمو هي ربيطات مسؤولة على تنشيط كيناز التيروسين المستقبل.
IP3 جزيء قابل للذوبان وهو قادر على الانتشار عبر السيتوبلازم نحو الشبكة الإندوبلازمية أو الشبكة الإندوبلازمية العضلية في حالة الخلايا العضلية، عند إنتاجه بواسطة الفوسفوليباز سي. عندما يصل IP3 إلى الشبكة الإندوبلازمية يكون قادرا على الارتباط بمستقبله (مستقبل إينوزيتول ثلاثي الفسفات) الموجود على قناة كالسيوم مبوبة بالربيطة متواجدة على سطح الشبكة الإندوبلازمية. يحفز ارتباط الربيطة (وهي في هذه الحالة IP3) بالمستقبل انفتاح قناة الكالسيوم وتحرير الكالسيوم إلى السيتوبلازم. في خلايا العضلة القلبية تنشط هذه الزيادة في الكالسيوم قناة الكالسيوم العاملة بمستقبل الريانودين في الشبكة الإندوبلازمية العضلية، وينتج عن هذا المزيد من تحرير الكالسيوم عبر عملية تسمى تحرير الكالسيوم المستحث بالكالسيوم. يمكن لـIP3 كذلك تنشيط قنوات الكالسيوم على غشاء الخلية بطريقة غير مباشرة عبر زيادة التركيز داخل الخلوي للكالسيوم Ca2+.